# 南卡羅來納大學
南卡羅來納大學，簡稱南卡大學，位於南卡羅來納州首府哥伦比亚，創立於1801年，是美國歷史最悠久的公立大學之一，是南卡羅萊納大學系統的旗艦大學。

## 院系介紹

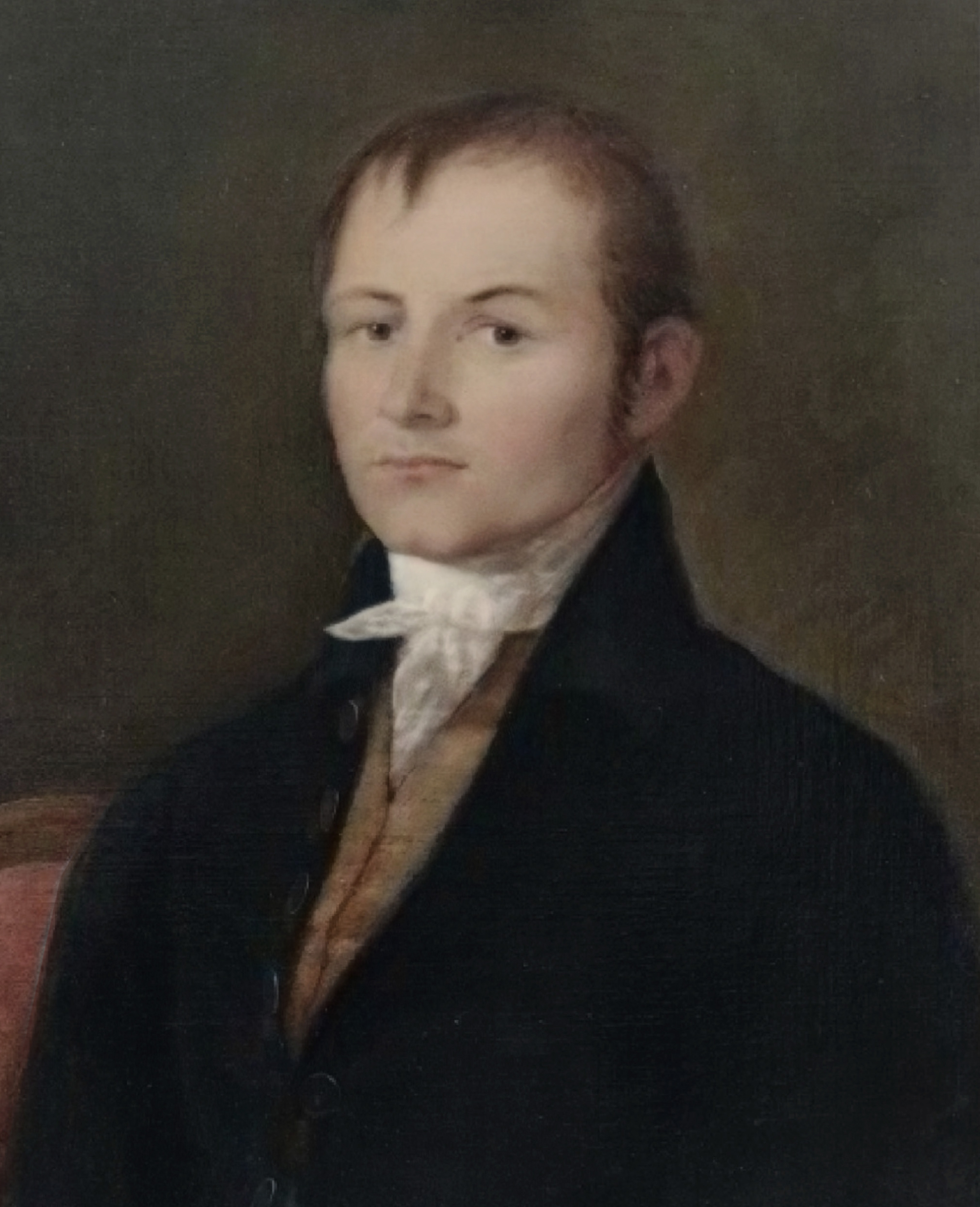
首任校長喬納森·馬克西牧師

南卡羅來納大學的前身為南卡羅來納學院，於1801年12月19日創立。大學經過長達兩個世紀的發展，已發展成一座擁有六大院系的公立研究型綜合大學。
南卡羅來納大學音樂學院專業學科設置分為作曲，指揮，爵士樂，音樂史，音樂理論，舞臺歌劇，聲樂，鋼琴教育，提琴教育，器樂表演。其中器樂表演分鋼琴，小（中，大貝斯）提琴，管弦樂（木管與銅管樂器），管風琴，吉他。以上學科均設有本科及研究生學位學習。學院對音樂藝術博士（Doctor of Musical Arts）的專業學科進行了專業權威的劃分。音樂藝術博士開設四大類專業學科，其中包括作曲，指揮，表演，鋼琴教育。
達拉·摩爾商學院為學生提供廣闊的就業前景及商業技能培訓。學院的專業學科諸如國際商業、會計、金融管理、銷售獲得了國際廣泛認可，擁有極高的國際知名度。其中國際商務專業（International Business）在十七年中一直高居全美排名第一。該學院畢業生在同齡競爭者中具有較強的競爭力，多數本科畢業生已在各大商業機構及跨國企業任職。學院對商業風險管理專業擁有極專業的領域研究，其中保險類學科位列全美第四名，培養了無數專業技能過硬的畢業生。
文理學院是南卡羅來納大學目前為止最大的學院。該學院為學生提供的學科有：化學、生物科學、海洋學和地理學。文理學院注重對學生學習能力以及實踐能力的雙重培養，在校生可申請許多與專業相關的實踐實習，以便於更好的掌握自己的專業技能。
工程和資訊科技學院在過去的三十年中取得了突破性的進展。學院設置的土木與環境、化學、電腦、電力、生物醫學以及機械工程等學科備受業界好評，也吸引了其他學院的在校生前來選修課程學習。其中環境保護類專業不僅是學院研究重點專案，也與全球經濟戰略發展息息相關。
阿諾德公共衛生學院與酒店管理、銷售學院近年來也吸引了大批外周學生以及國際留學生。許多熱如點學科如旅遊管理、餐飲管理、流行病學以及公共衛生管理學都受到了國內國外學者的一致好評。

## 排名[1]
南卡羅萊納大學音樂學院（University of South Carolina School of  Music）（簡稱南卡音樂學院）始建於1900年，與南卡大學之間為附屬獨立的關係，為美國頂尖音樂學院之一。南卡音樂學院於福布斯音樂院校排行榜列為第十名，其中鋼琴教育（Piano Pedagogy）學科位列全美第三名，作為美國高等音樂學院聯盟成員之一（National Association of Schools of Music），擁有世界最頂尖的學術研究能力。
南卡羅來納大學被美國新聞與世界報導在2008年譽為在美國前10大最具創新和前途的大學。南卡大學擁有全美排行第一的菁英學院（Honor's College）。卡內基基金會（Carnegie Foundation）將南卡羅來納大學列為全美最優秀的研究型大學（R1: Doctoral Universities with Highest Research Activity）之一 ，擁有世界級的學術研究能力。依據美國國家研究委員會（National Research Council）的評比，南卡大學有12個學系名列全美前50名和9個博士學系名列美國南部地區的前10名。
| 科系                                  | 全美排名 |
| ------------------------------------- | -------- |
| Biological Sciences                   | 159      |
| Business                              | 62       |
| Chemistry                             | 88       |
| Clinical Psychology                   | 80       |
| Computer Science                      | 111      |
| Criminology                           | 22       |
| Earth Sciences                        | 90       |
| Economics                             | 83       |
| Education                             | 78       |
| Engineering                           | 102      |
| English                               | 85       |
| Fine Arts                             | 152      |
| Health Care Management                | 39       |
| History                               | 63       |
| Law                                   | 96       |
| Library Science & Information Studies | 18       |
| Mathematics                           | 86       |
| Medical Schools-Primary Care          | 90       |
| Medical Schools-Research              | 91       |
| Nursing-Anesthesia                    | 65       |
| Pharmacy                              | 40       |
| Physical Therapy                      | 42       |
| Physics                               | 119      |
| Political Science                     | 72       |
| Psychology                            | 112      |
| Public Affairs                        | 101      |
| Public Health                         | 23       |
| Rehabilitation Counseling             | 47       |
| Social Work                           | 51       |
| Sociology                             | 75       |
| Speech-Language Pathology             | 25       |
| Statistics                            | 74       |

## 知名校友
- 安德魯·卡德
- 麗塔·考斯比
- 琳賽格雷厄姆
- 理查·賴利
- 喬·威爾遜
- 韋伯韜
- 梁賡義
- 許淵國
- 江啟臣 台灣立法院立法委員
- 葉南銘
- 張立綱
- 謝志雄 東吳大學商學院教授 [13]
- 洪萬隆 義守大學代理校長[14]、前屏東文化局局長[15]
- 何佩華 國立中山大學音樂學系教授[16]
- 盧明 國立臺北教育大學 幼兒與家庭教育學系副教授[17]
- 顧寶文 國立臺南藝術大學中國音樂學系教授、知名指揮家
- 陳芬如（Fenju Chen） 義守大學醫務管理學系助理教授

## 外部連結
- University of South Carolina（页面存档备份，存于）（英文）
- Official University of South Carolina Athletics Site （页面存档备份，存于）（英文）
- toppharmacyschools.org （页面存档备份，存于） 英文

33°59′51″N 81°01′31″W / 33.99750°N 81.02528°W